# デュポン家
デュポン家（Du Pont family）は、フランス革命でアメリカに亡命したフランスの思想家、ピエール＝サミュエル・デュ・ポン・ド・ヌムールを家祖に持つアメリカの名門一族。19世紀以来、アメリカで最も豊かな家族(en:List of wealthiest families)の一つに数えられている。
一族の富はピエール＝サミュエル・デュ・ポン・ド・ヌムールの三男エルテール・イレネー・デュポンによって創業された化学メーカーのデュポンに由来している。化学者だったエルテール・イレネーはトーマス・ジェファーソン大統領の後ろ盾を得て1802年に設立した火薬製造工場で巨万の富を築き、その後もデュポン社として第一次大戦で巨額の利益を得、レイヨン、ナイロン、プラスティックなどの新しい化学製品を次々と開発して化学工業全般に拡大し、第二次大戦では原爆製造に当たり，戦後原子力産業に進出、モルガン家、ロックフェラー家と並ぶ、アメリカ最大の富豪となった。軍需品によって富を築いたことから「死の商人」の代表格としても知られる。一族の資産は2016年時点で143億ドルを超えており、3500人以上に上る家族によって共有されている。